# Hamvas-barlang
A Hamvas-barlang Magyarország megkülönböztetetten védett barlangjai között van. A Duna–Ipoly Nemzeti Parkban lévő Vértes hegységben, Csákváron található.

## Leírás

### A barlang elhelyezkedése, kiterjedése
A Vértes hegység DK-i részén, Csákvár külterületén, Gánt szélén, a Gánt közvetlen D-i szomszédságában nyitott, napjainkra rekultivált bauxitbányában fekszik a barlang. A Gém-hegy DNy-i oldalában elhelyezkedő Hosszú-haraszt egykori bauxitkülfejtésének vetőfalában van a barlang bejárata. A barlangot legegyszerűbb Gánt D-i részéről megközelíteni. Az emlékmű mellett DK-re, a külfejtéses, rekultivált bauxitbányába vezető úton kb. 0,6 km-t kell menni (idáig gépjárművel is el lehet jutni), majd onnan a vízmosásokkal szabdalt, bokrokkal benőtt, rekultivált lejtőn átlósan É felé kell gyalogolni újabb fél kilométert a barlangnak helyet adó bányafalig.
A barlang tág bejárata a látványos vetőfal ÉNy-i végének közelében, kb. 10 m-rel a felső bányaperem alatt, egy kissé beöblösödő részen található. Az előtte lévő rézsűt egyre jobban benövi a bokros, fiatal fás növényzet, emiatt vegetációs időszakban nehezebb megtalálni, mivel a bejárat alulról egyáltalán nem látszik. Az alapvetően vízszintes kiterjedésű barlangban erőteljes ÉK–DNy-i és arra majdnem merőleges tektonikus irányítottság figyelhető meg. A 72,5 m hosszú üreg 16×18 m-es alapterületen belül, a felszín közelében húzódik. Bejárata egyben legdélibb pontja is. Függőleges kiterjedése 10 m, majdnem ugyanakkora lefelé és felfelé. A bejárattól Ny-ra, néhány 10 m-re, bauxitos agyaggal kitöltött és elfedett őskarsztos formakincs bontakozik ki az erózió miatt. A barlang Csákvár 0198 helyrajzi számú területen helyezkedik el.

### A barlang földtani viszonyai, fejlődéstörténete
A Hamvas-barlang a hegység szerkezetileg blokkokra tagolt kőzettömegének egyik jelentős méretű tektonikus zónájában fekszik. A bauxitbánya nagyon jól feltárta ezt a speciális elhelyezkedést, és a rekultiváció során továbbra is szabadon hagyták ezt a részt. A tágabb környezet földtani felépítésére jellemző, hogy a felső triász dolomitnak a kréta időszak végén karsztosodott felszínére rakódott a vastag bauxit. A szárazföldi periódus után, az eocénben tenger öntötte el a térséget; agyagos, kőszéncsíkos, márgás, mészköves sorozattal fedve le a bauxitos térszínt. Egy hatalmas, ÉNy–DK irányú törésrendszer mentén (ez a látható bányafal) a terület ÉK-i oldala kiemelkedett, míg a DNy-i lezökkent. Valójában nem egyszerű vetődés történt, hanem a tektonikus zóna mentén oldalirányú, valamint vertikálisan elcsavarodó mozgások is történtek. Mindezek feltolódásokkal is kombinálódtak, ami a barlang bejárata mellett DK-re kiugró sziklán látszik.
A hatalmas csúszási felületek vetőkarcai (függőlegesen kb. 50 m-nyi volt az elmozdulás) a mozgási irányokat jól szemléltetik. A mozgás nem egy vékony síkban, hanem legalább néhányszor tízméternyi sávban zajlott, aminek következtében a dolomit centiméternél kisebb darabokra morzsolódott, majd tektonikus breccsát alkotva szilárd kőzetté cementálódott, miközben több helyen átkalcitosodott a szemcsék közti tér. A nyitott, néhány milliméter széles, pár deciméter hosszú repedéseket szintén kalciterek töltötték ki, a centiméter szélességű hasadékokban pedig néhol fennőtt kalcitkristályok jöttek létre.
A barlang ebben az összetöredezett kőzetanyagban alakult ki, több törésvonal (45–225°, 80–260°, 110–290°, 150–330°) találkozási pontjában. A törések mentén feláramló vizek méteres szélességű, egymást szögben metsző hasadékokat oldottak a dolomitba, melyet a barlang sajátos, elágazó alaprajza tükröz. Csapásirányban (jelenlegi ismereteink szerint) pár tíz méternél nem hosszabbak a hasadékok, függőlegesen is hasonló lehet a kiterjedés, bár lefelé nem zárható ki ennél jelentősebb méret sem. A freatikus oldódás néhol kürtők mentén mehetett végbe, melyek helyenként gömbüstök összenövésével gömbfülkékké tágultak. Mindezen folyamatok lefojtott állapotban mehettek végbe, mert a dolomitra települő agyagos-márgás összlet nem engedte közvetlenül felszínre a mélyből érkező vizeket, ezért felülről zárt üregrendszer keletkezett.

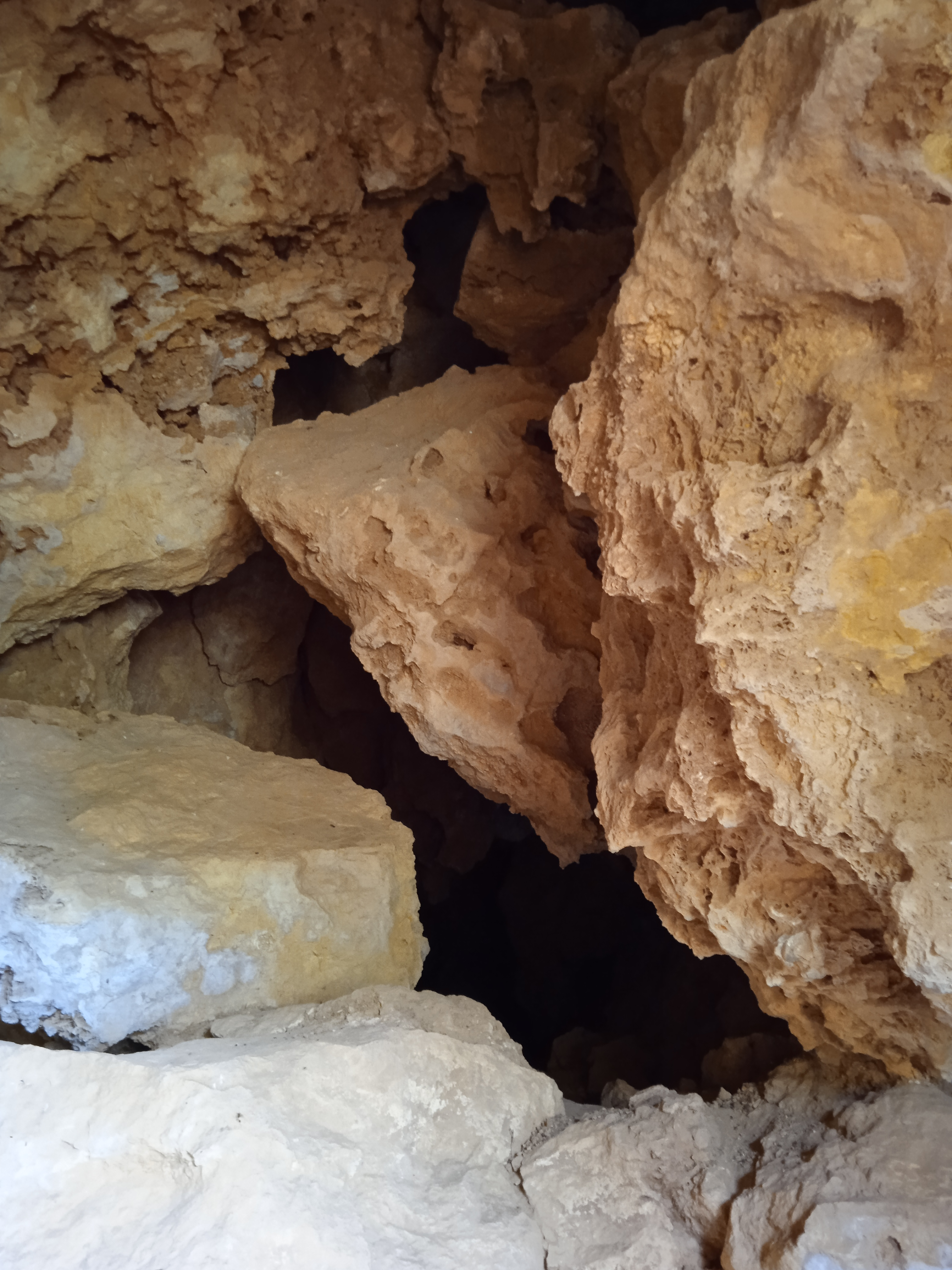
A Hamvas-barlang bejárat utáni egyik része (Hamvas-terem)

Később, amikor a terület kiemelkedése során közvetlen kapcsolat alakult ki a fedőüledékekkel, illetve a felszínnel, az agyagos-bauxitos üledék több méter vastagságban került a barlangba. Minden bizonnyal az üregek nagy részét kitöltötte, de később belső áthalmozódással mélyebbre került. A fedőkőzeten (eocén mészkő?) átszivárgó, és onnan meszet kioldó vizekből (a jelenlegi bejárati részen) intenzív cseppkőképződés kezdődött. A sűrűn egymás mellett növekvő cseppkőzászlók, lefolyások és bekérgezések idővel teljesen átkalcitosodtak, lemezes szerkezetük a ritmikus kiválást tükrözi. A tektonikus zónában fekvő üregben korábban is lehettek természetes omlások, de a napjainkban tapasztalt hatalmas omladéktömeg már a bányászatot kísérő robbantások következménye. Maga a barlang is a bányászat során tárult fel.
1993-ban volt először Hamvas-barlangnak nevezve a barlang az irodalmában.

## Kutatástörténet
Az Alba Regia Barlangkutató Csoport 1993. évi évkönyvében az van írva, hogy a gánti Hosszú-haraszt egykori bauxitkülfejtésében a csoport talált 1993-ban egy új barlangot, amelyet a csoport tagjai Hamvas-barlangnak neveztek el. Korábban, 1979-ben (a Vértes hegység barlangkataszterének elkészítéséhez szükséges terepbejárások során) fedezett fel a csoport barlangot ezen a területen. A barlangot 1993-ban a csoporttagok megvizsgálták, elkészítették térképét és fénykép-dokumentációját. Ekkor az üreg környékéről is készültek fényképek. A Hamvas-barlang a Vértes hegységben, a 4521. számú barlangkataszteri területen, Gánt szélén helyezkedik el. A barlang bejárata a gánti templom tornyától 120°-ra, 530 m-re, a Gém-hegy 310 m-t jelző magassági pontjától 206°-ra, 340 m-re, 240 m tszf. magasságban van. (Az adatok egy M = 1:5000-es térképről lettek lemérve.) A barlangbejárat a Gém-hegy DNy-i oldalában fekvő felhagyott és rekultivált bauxitkülfejtésben, a harasztosi (Hosszú-haraszt) új feltárás határoló vetőfalának ÉNy-i részén, a sziklafal pereme alatt 8 m-re, a bányatalptól pedig 20 m-rel magasabban található.
A szemből messziről is észrevehető barlangbejárat álló piskóta alakú, 1,8 m magas és 0,35–0,65 m széles. A kőfejtő rekultivációja során ültetett, szépen fejlődő facsemeték miatt a bejáratot néhány év múlva csak nehezen lehet majd megpillantani. A csoportnak nincs tudomása a barlangot említő írott műről. A csoport által 1979-ben készített Vértes hegység barlangkataszterben sem szerepel az üreg. A csoport 1993 őszén, a vetőfal bejárásakor bukkant rá. A tagok október 16-án felmérték a barlangot, majd október 19-én bejelentették a felfedezést az illetékes Budapesti Természetvédelmi Igazgatóságnak (a bejelentés száma: 221/93). A bauxitkülfejtés korábban a Fejér megyei Bauxitbányák bányatelke volt. Ennek egykori bányamérője, Csárádi Zoltán azt mondta, hogy a barlang kb. 1973-ban, az új bánya nyitásának letakarítási munkái során tárult fel. A letakarítást végző 22. számú Volán munkatársai már akkor bejárták a barlangot és meglehetősen nagy pusztítást végeztek a barlang elülső részének (Hamvas-terem) képződményeiben. 1979-ben a barlangkutató csoport tagjai jártak az akkor még művelés alatt álló bányagödörben, de a bauxitfelhordó útról nem vették észre ezt a barlangnyílást egy K felől takaró vetőkiszögellés miatt.
A meredek agyaglejtő tetejéről, egy kb. 0,5 m magas küszöbön keresztül lehet bejutni a barlangba. Belépve a Hamvas-terem tág tere látható. Lefelé botladozva az első 6 m-en az omladéktömbök között kell menni, de felül, a járat tetején is kisebb-nagyobb omladékkövek vannak. Az utat egy nagy omladékhalom zárja el. A szemben lévő hatalmas kőtömb bal oldalánál könnyen fel lehet mászni egy kb. 2 m magasan húzódó párkányra. Balra a Breccsás-terem felé lehet bebújni, jobbra húzódva, majd a párkányon egy lelógó éles kő alatt átbújva pedig a Vörös-folyosó eleje érhető el. Jobbra felfelé nézve látszik a barlang legmagasabb kürtője (1. sz. kürtő). Továbbra is omladékon haladva (útközben az egyik helyen fellépve egy nagy kőre, a másik helyen pedig lefelé mászva) lehet eljutni a barlang végéig. Közben még két kürtő figyelhető meg (a 2. sz. kürtő és a 3. sz. kürtő). Ezek az első kürtővel párhuzamosan fekszenek. A csoport óvakodott a kürtők kimászásától az üregeket lezáró, labilisnak tűnő omladék miatt.

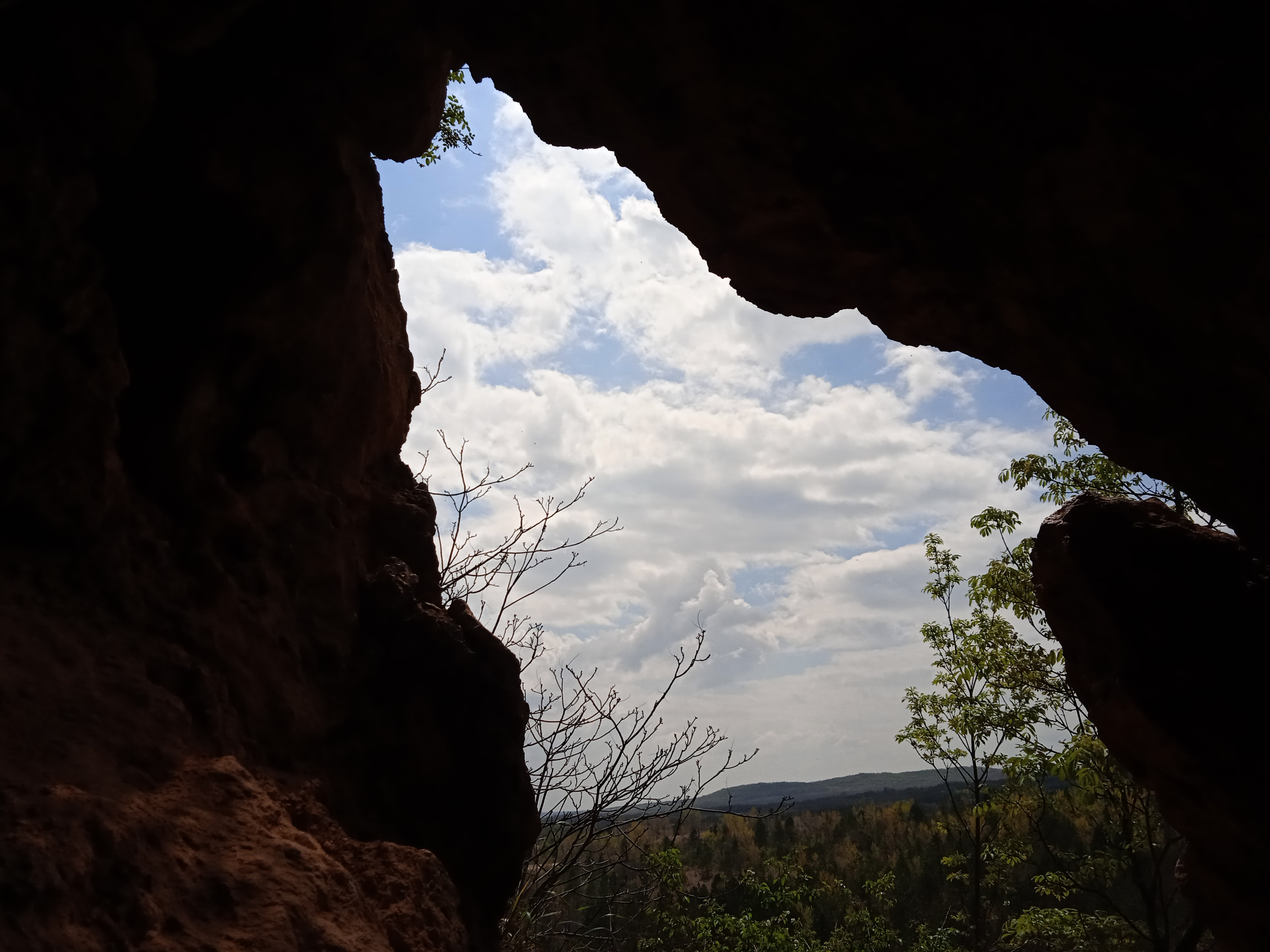
A Hamvas-barlangból látható kilátás

Visszafelé haladva, a nagy kőtömbök között néhány helyen le lehet bújni kisebb-nagyobb üregekbe (ezek nem lettek felmérve). A Breccsás-terem megtekintéséhez nem kell visszamenni a párkányig, hanem a nagy kőtömb hátsó oldalán, egy széles helyen, éles köveken át lehet bújni a terembe. Szemben található a lebegő kövekkel határolt kürtő, a Lapos-kürtő, amelyben fel lehet mászni (óvatosan) kb. 2 m-t és be lehet nézni a lapos kürtőrészbe. A Breccsás-teremben továbbhaladva, az omladékköveken már hason kell kúszni. Bal oldalon egy szűk, de még éppen járható résen át be lehet lesni a Cserszegi-fülke előtti szűk részbe, de legjobb előre csúszni, ahol tágul a hely. A Breccsás-teremben és a barlang további részében (a kürtőket kivéve) már nincs omlásveszély, mert szálkőből áll a mennyezet.
Balra felfelé mászva, majd hirtelen jobbra kanyarodva a korábban említett szűkületbe lehet jutni, amin nem kell egészen átbújni, de mégis látható jobbra a Cserszegi-fülke, balra a Gyökérszakállas-kürtők felé vezető lapos rész, szemben pedig egy lapos kis terem, amelybe be kell bújni a továbbjutáshoz. A Cserszegi-fülke egy gömbfülke, ahol érdemes körülnézni, a puha kitöltésen kényelmesen térdelve. A Gyökérszakállas-kürtőkhöz felkúszva ismét van mit csodálni. Visszafelé haladva egy kis járat tűnik fel, ahol némi kerülővel vissza lehet jutni a Cserszegi-fülke előtti kiindulópontra. A bejárathoz a már ismertetett útvonalon lehet eljutni, de a Breccsás-teremből közvetlenül be lehet menni a Hamvas-terembe (a már említett, 2 m-es lemászással).
A barlangot befoglaló dolomit vetőfal a barlang környezetében tektonikailag nagyon erősen meg van dolgozva, maga az üreg pedig legyezőszerűen találkozó vetősíkok metszéspontjában keletkezett. A vető felszíne jellemzően 10–20 cm mélységig nagyon korrodált, vas-oxiddal és mangánnal átitatott, mely sok helyen 1–2 cm vastag, kemény és fényes, könnyen elváló kérget képez. A barlang felett fekvő, 8–10 m vastag kőzettömeg nagyon töredezett, tömbös elválástól egészen a morzsalékos szemnagyságig felaprított. A kőzettömbök helyenként lyukacsosan korrodált felszíne, illetve a barlangban található mészkiválások, tekintélyes méretű cseppkőképződmények szelektív vegyi oldódásra utalnak. Az összetört kőzetfelszínt néhány deciméter vastag, rendzinás jellegű erdei talaj borítja, melyen a tájra jellemző cserjék és fák alkotnak összefüggő erdőt. A barlangbejárat alatt lévő vetőrészen, a bányászkodás során lecsúszott nagy kőtömbök és az agyagos-bauxitos lejtőtörmelék egy kb. 40–60° dőlésű meredek rézsűt képez, ezért a barlang minden irányból könnyen megközelíthető.

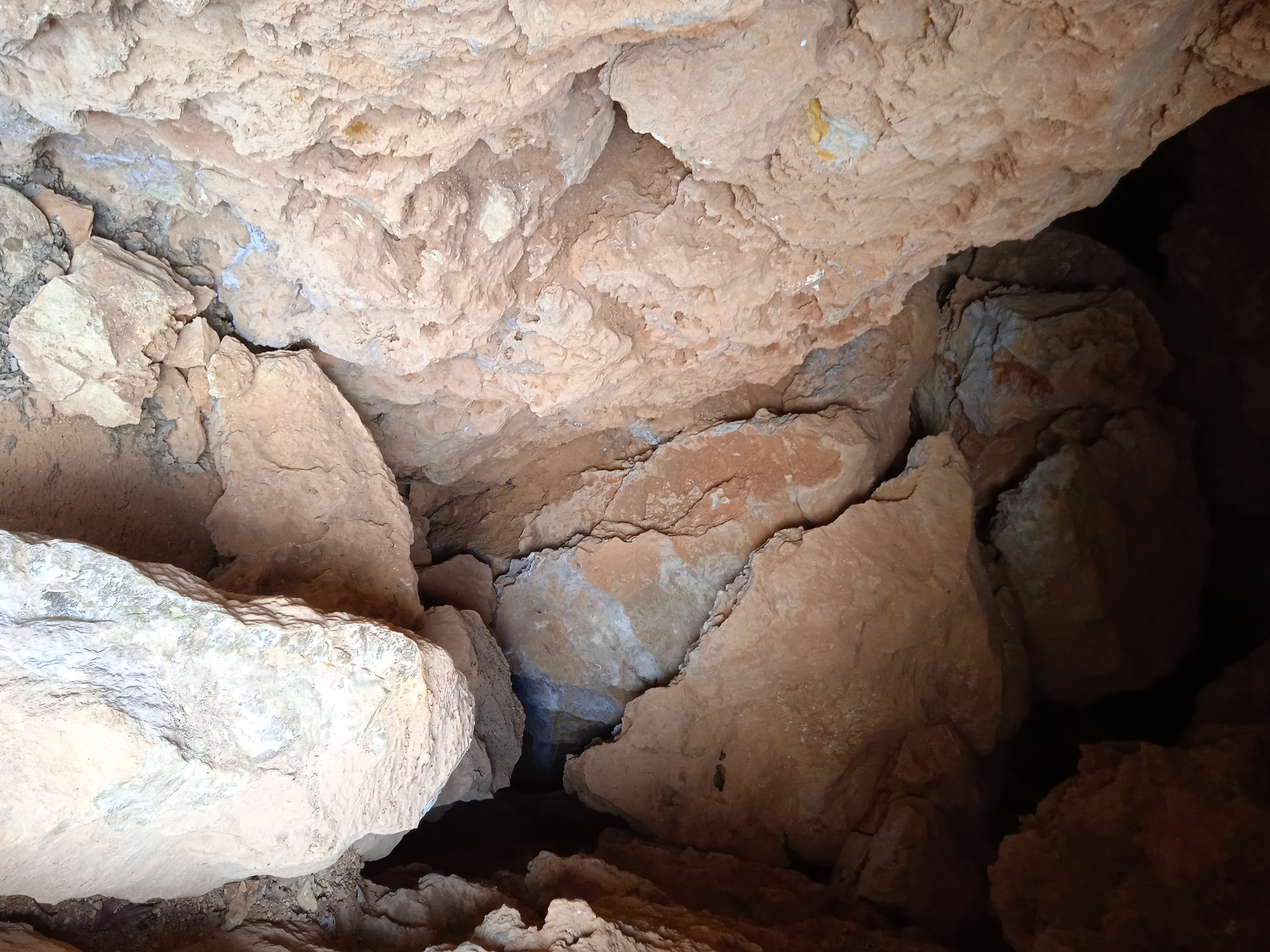
A Hamvas-barlang bejárat utáni egyik része (Hamvas-terem)

A barlang a bejárata utáni folyosórész bal oldali falának kiálló részein megtelepedett fehér, púderszerű anyag miatt kapta a Hamvas-barlang nevet. Ez az anyag gyér fényben sejtelmesen világít, vakufény hatására pedig nagyon lumineszkál. Érdekes, hogy a Hamvas-teremben könnyen lekaparható, szinte lefújható, a Vörös-folyosóban azonban kemény réteget képez (néhány kivételtől eltekintve) (4. fénykép). A Hamvas-terem és a Vörös-folyosó szálban álló dolomitban, a Breccsás-terem és az ahhoz kapcsolódó részek nagyrésze pedig dolomitbreccsában képződött. A Hamvas-terem és a Vörös-folyosó egyetlen, tektonikailag predesztinált egységet alkot, ahogy azt a térkép is mutatja. Teljes hosszában omladékkövek uralják a mennyezetet, beleértve az itt lévő három kürtő tetejét is. A felaprózódás olyan méretű, hogy a folyosó DK-i oldalában még a szálkőből is néhány helyen leváltak kisebb-nagyobb darabok, a Breccsás-terem előtt pedig 1–2 m³-es kőtömbök hevernek. Ennek a teremnek az alját ugyancsak tonnás súlyú kőtömbök fedik. Ezek régen valószínűleg lelógó taréjok voltak. A lehullott kőtömbök vörös-barna színű, 0,5–5 mm-es átmérőjű granulátumra estek.
A barlang többi része közül csak a Gyökérszakállas-kürtő kialakulását (és a járat irányát) határozta meg a tektonikus előkészítés. A Breccsás-terem, a Cserszegi-fülke és az összekötő részek nyomás alatti oldódás jeleit mutatják (5. fénykép). Az eróziós lepusztulás tipikus nyoma látszik a Vörös-folyosó kürtőiben, legmarkánsabban a 3. számúban. Ez majdnem függőleges, kb. 30 cm átmérőjű csatorna (3. fénykép). Eróziós nyomok vannak a Gyökérszakállas-kürtőben is. A barlang érdekessége még az úgynevezett cserszegi forma. Ezek az oldásnyomok a Cserszegtomaji-kútbarlang falán, pl. a Lovassy-teremben látszanak legjobban. A cserszegi forma miatt kapta nevét a Hamvas-barlangban lévő Cserszegi-fülke, de nagyon szép felület látszik a Lapos-kürtő alatt és a Vörös-folyosóban is (2. fénykép). Ezek az oldásformák mindig egy sötétebb színű, falhoz tapadt rétegnél, kéregnél mutatkoznak, melyek egy akkumulációs fázis maradványai. Ezeknek tanúfolt a nevük. A barlang minden pontján megtalálhatók.
Nagyon szép, szenilis cseppkőmaradvány van a Hamvas-terem közepének tetején (1. fénykép). A cseppkőmaradvány vastagsága 20–30 cm között változik (belógó részét a bányászok letörték és elvitték). A cserszegi formára helyenként kalcitkéreg települt. A Breccsás-terem dolomitjában markáns kalcitér kipreparálódás látszik. A szabadon lévő dolomit nagyon porlik, ujjal könnyen morzsolható. A barlangban, pl. a Lapos-kürtő alatt hidegvizes(?) eredetű borsókövek találhatók. Fejlettebb példányai a Vörös-folyosó kürtői mellett mutatkoznak. A fenti megfigyelések és a kőfejtőben, valamint a környéken végzett vizsgálódások alapján megállapítható, hogy a barlang összetett fejlődési fázison ment át. A tektonikus irányítottság mentén az üregképződés elkezdődött már a triász legvégén, mind trópusi karsztként, mind alulról jövő oldással. Tény, hogy a kréta dolomit üledékcsapda bauxitkitöltése egyszer (de lehet, hogy többször is) akkumulálta a barlangot. Sőt, mint azt a barlang sok pontján látszó tanúfalak (2. fénykép) igazolják, a betelepült agyag összecementálódott és oldhatatlanul rátapadt a dolomitfelszínre, majd később, az újabb lepusztulás során együtt oldódott a dolomittal (5. fénykép, a golyóstoll alatt lévő sötétebb foltok a tanúfoltok.).

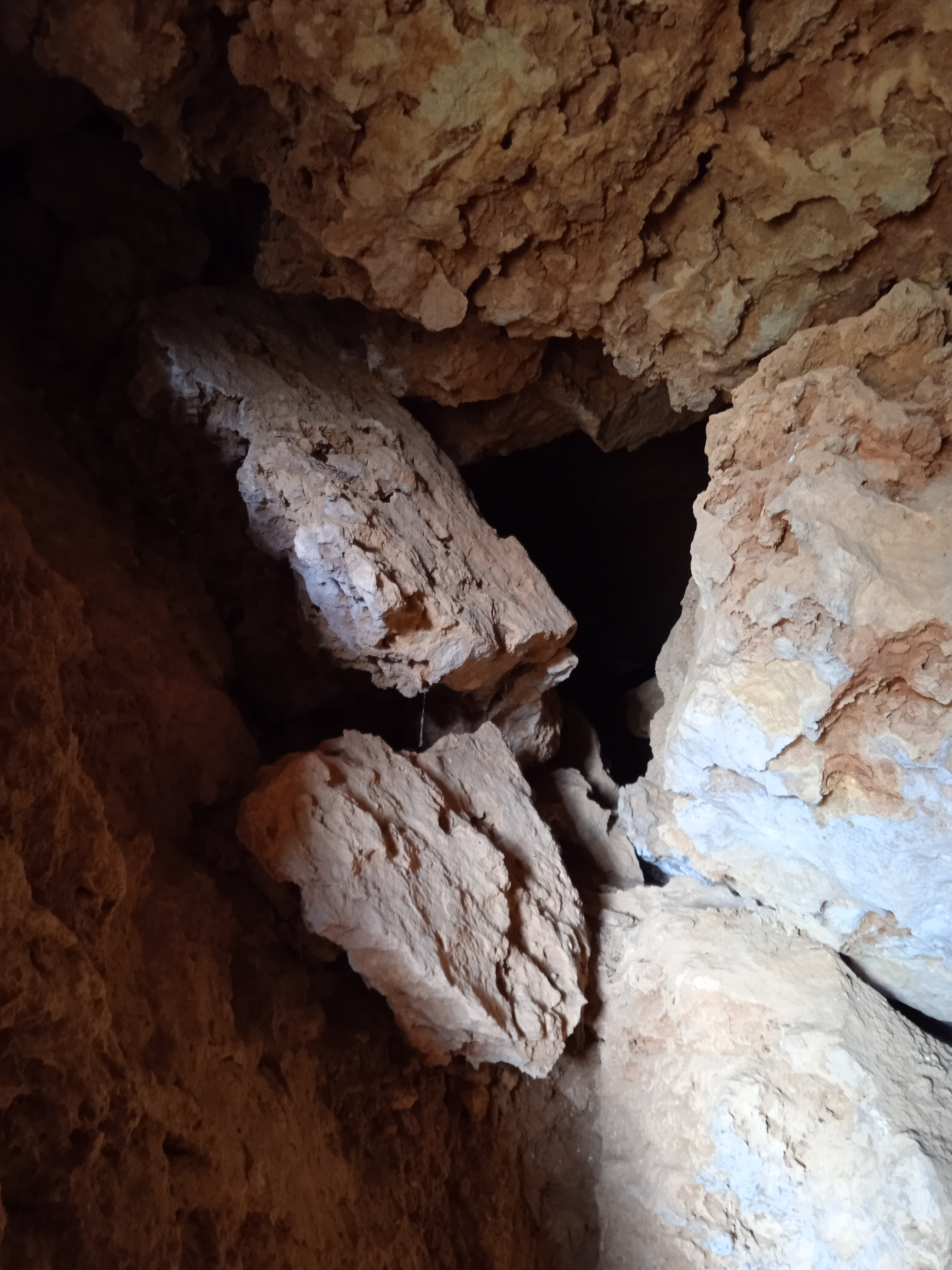
A Hamvas-barlang bejárat utáni egyik része (Hamvas-terem)

Hidegvizes hatások érvényesültek az üreg fejlődésének újkori szakaszában is. Ezek egykori jelenlétét a kürtők eróziós csatornái (3. fénykép), a borsókövek és a cseppkődrapéria bizonyítják. A csapadékos fázis után lassan eltömődtek a barlang külszínnel érintkező részei. Erre utal, hogy nem került elő belőle régészeti lelet, pedig közel húzódik a felszínhez. Csak a bányászat kezdetekor vált lehetővé újraéledése. Jelenleg denevérek, szúnyogok és lepkék húzódnak meg benne. Az őskarsztos nyomok további vizsgálatát ki kell terjeszteni a külszíni fejtés többi barlangjára, valamint a távolabb lévő Gánti-barlangra és a Csákvári-barlangra. 1993. október 16-án a barlangbejárat mellett 10 óra 10 perckor elhelyezett hőmérőket a csoport tagjai 12 óra 20 perckor olvasták le. A száraz hőmérő 14,6 °C-ot, a nedves hőmérő pedig 13,4 °C-ot mutatott. A relatív páratartalom Assmann-féle pszichrométerrel mérve 88 %. A Hamvas-teremben, 4 m-re a bejárattól, 2 m magasságban 15,2 °C-ot mértek. Cserszegi-fülke: szén-dioxid = 0,1 % (n = 5 szívás, Auer patron, Dräger-pumpával mérve). Vörös-folyosó vége: 12,4 °C, szén-dioxid 0,08 %. Breccsás-terem belső vége: 12,8 °C. A barlang felmért hossza 72,5 m.
A fotolumineszcencia jelenségét mutató, fehér púderszerű anyag a Veszprémi Vegyipari Egyetem által végzett számítógépes vizsgálat alapján majdnem 100 %-os hidromagnezit (bővebben lásd a kéziratba bekerült vizsgálati jegyzőkönyvben). A csoport által végzett komplexometriás titrálás eredménye: Ca/Mg = 0,78. Zentai Ferenc szerint csepegő vizek aerosoljából kicsapódott, Ca és Mg tartalmú anyag. A Hamvas-teremben lévő leszakadt kalcittömb a mennyezeti cseppkőbaldachin része. A kb. 2×2×0,3–0,5 m-es tömb a fal felső részéről esett le (helye jelenleg is beazonosítható). Az 1993. október 5-i barlangbejáráskor két repkedő denevért figyeltek meg a csoport tagjai az üregben. A Lapos-kürtő alatt némi friss denevérürülék van. A Breccsás-terem végéből vett talajmintában 1 db csonttöredéket találtak, amely kisállattól származik. Láttak egy 12 egyedből álló szúnyogtelepet. A Lapos-kürtőben pókhálót, falevelet, rovarszárnyat és egy 2 cm-es lepkét figyeltek meg. A bejáratban, mákszerűen elhintve a földön több ezer Collembola sp. volt. A barlang É-i részeiben található kürtők repedéseiben (Breccsás-terem és környéke), szakállszerűen belógó, finom, sűrű gyökérzet látszik.
A barlangban találtak elhasznált szárazelemeket, cigaretta csikkeket, papírdarabokat, a Vörös-folyosóban bitumencseppeket, az omladék alatt pedig egy kapanyélre csavart, bitumenes rongyfáklyát. A Hamvas-termet kb. 13 és 16 óra között teljesen bevilágította a Nap. A Vörös-folyosó elején talált, bagolyköpetnek vélt anyag valójában egy humuszdarab, mely a felszínről nemrég került be. Mindenképpen a bányászat kezdete, tehát a barlang külszínnel való kapcsolatának újbóli létrejötte után került be. Felületén 0,5–1,5 mm átmérőjű, kékesfekete, félgömb alakú zuzmótelepek vannak. Szétbontva egy kb. 3 mm átmérőjű, ép megtartású, kérges gyökérdarab, 2 db rovarszárny, 1 db 4 mm átmérőjű, csonthéjas, jó állapotú mag került elő. Szivacsos gombafonaltömeg szőtte át a vizsgált anyag felső részét. A barlangban száradt ki az anyag. (Bujpál Péter végezte ezt a vizsgálatot.) A Hamvas-barlangtól balra, vörös és okkeres agyaggal kitöltött, oldott felszínű barlangtorzók vannak. A barlang feletti lejtőpihenőn (letakarítási köztes szinten) felszakadás jellegű rogyások keletkeztek. Ezeket érdemes lenne megfigyelni hóesés után, illetve a Hamvas-barlangban hőmérsékletet mérni. A barlang bejárata felett balra, kb. 2–3 m-re (a vetőfal felszínén) cseppkőroncsok látszanak. Ezeket lehet, hogy a vető metszette el.
A kéziratba bekerült a barlang lumineszkáló anyagának röntgendiffrakciós vizsgálati eredménye. (A vizsgálatot a Veszprémi Egyetem végezte 1993-ban.) A kézirathoz mellékelve lett a barlang alaprajz térképe és 10 keresztszelvény térképe. A térképek 1:100 méretarányban ábrázolják a barlangot. Az alaprajz térkép használatához a térképlapon jelölve van az É-i irány. Az alaprajz térképen megfigyelhető a 10 keresztszelvény elhelyezkedése a barlangban. A barlangot a térképek elkészítése végett Mészáros István, Németh Tibor és Szolga Ferenc mérték fel 1993. október 16-án. A térképeket a felmérés felhasználásával Szolga Ferenc 1993. október 17-én szerkesztette. A térképlapra rákerült egy helyszínrajz is, amely bemutatja a Hamvas-barlang földrajzi elhelyezkedését.

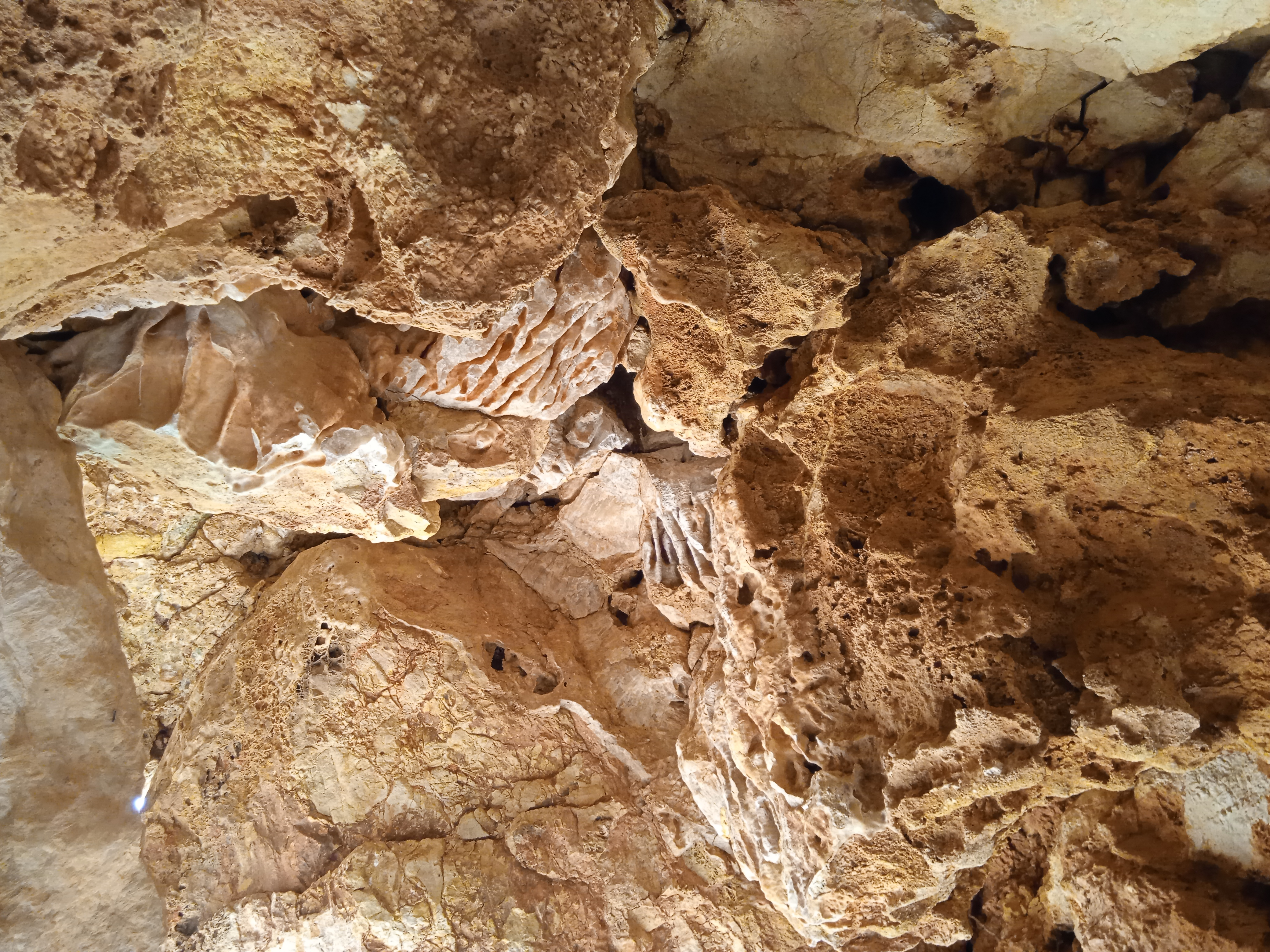
A Hamvas-terem mennyezetének egyik része

A jelentésben van kilenc olyan, színes fénykép, amelyek szemléltetik a barlangot. Az első fényképen a barlang megközelítése, a második fényképen pedig a barlangbejárat és külső környezete látszik. A harmadik fényképen a barlangbejárat és külső környezete, a negyedik fényképen pedig a barlangbejárat és belső környezete figyelhető meg. Az ötödik (1.) fényképen a barlang mennyezetén lévő szenilis cseppkőmaradvány, a hatodik (2.) fényképen a Vörös-folyosóban található tanúfal, a hetedik (3.) fényképen pedig a 3. számú kürtőben húzódó eróziós félcsatorna van bemutatva. A nyolcadik (4.) fényképen (balra felül) a Vörös-folyosó elején elhelyezkedő lumineszkáló fehér foltok, a kilencedik (5.) fényképen pedig a morzsalékos dolomitban fekvő, víznyomás alatt kialakult kis üst (alul kis tanúfoltok látszanak) van megörökítve. A fényképeket Németh Tibor készítette.
A Béni Kornél és Viszló Levente által írt, 1996-ban napvilágot látott könyvben szó van arról, hogy az Alba Regia Barlangkutató Csoport néhány tagja, 1993 őszén feltárt egy új barlangot. Kiderült, hogy a Vértes hegységben lévő többi barlanghoz viszonyítva ez a barlangtorzó jelentős méretű és figyelemreméltó genetikájú. Ezzel, az érdekes vonásokkal rendelkező barlanggal együtt a Vértes hegységben 69 barlang van. A gánti bauxitbányák területén, a Gém-hegy oldalában található Hosszú-harasztosban lévő Új feltárásban, 1993-ban lett felfedezve egy addig ismeretlen barlang. Az új barlangot az Alba Regia Barlangkutató Csoport Hamvas-barlangnak nevezte el. Egy rendkívülinek mondható, barlangi ásvány itteni előfordulása miatt kapta a barlang ezt a nevet. A barlangba a meredek agyaglejtő tetejéről lehet bejutni. A bejárat után a tág Hamvas-terem következik. A bal oldali fal kiálló részein megtelepedett egy fehér, púderszerű anyag, ami sejtelmesen világít a gyér fényben, de vakufény hatására nagyon lumineszkál. Ez az anyag a Hamvas-teremben mindenhol lekaparható, szinte lefújható állapotú, de a távol lévő Vörös-folyosóban már többnyire kemény réteget képez, a befedett területeken azonban hamvas hatást kelt.
A Veszprémi Egyetem által végzett röntgendiffrakciós vizsgálat derítette ki, hogy ez milyen anyag. Az anyag eszerint 100 % hidromagnezit. Gyakori alkotóeleme ez a barlangi tejnek, de porított formában majdnem ismeretlen. Emiatt keletkezési körülményeinek tisztázása sem könnyű feladat. Lehet, hogy a lecsepegő víz aerosoljából (vízpermetéből) csapódott ki. A Hamvas-barlang további érdekességei: felmért hossza 72,5 m (a Csákvári-barlang 72 m hosszú). Legyezőszerűen találkozó vetősíkok mentén alakult ki. Néhány centiméteres kemény és fényes bekérgezés jött létre a vetők falán. A barlangot alkotó dolomitot nagyon összetörte, néhol szinte összemorzsolta a tektonikus mozgás. Ezért nagyon omlásveszélyes az üreg. A dolomitfalakon keletkezett rétegződések miatt arra lehet következtetni, hogy a barlang még a kréta idején többször feltöltődött, majd megint erodálódott. Hidegvizes hatások érvényesültek az újkorban, amit borsókövek és cseppkődrapériák igazolnak. A régészeti leletek hiánya is tanúsítja a barlang csaknem 200 millió évig tartó elzártságát.

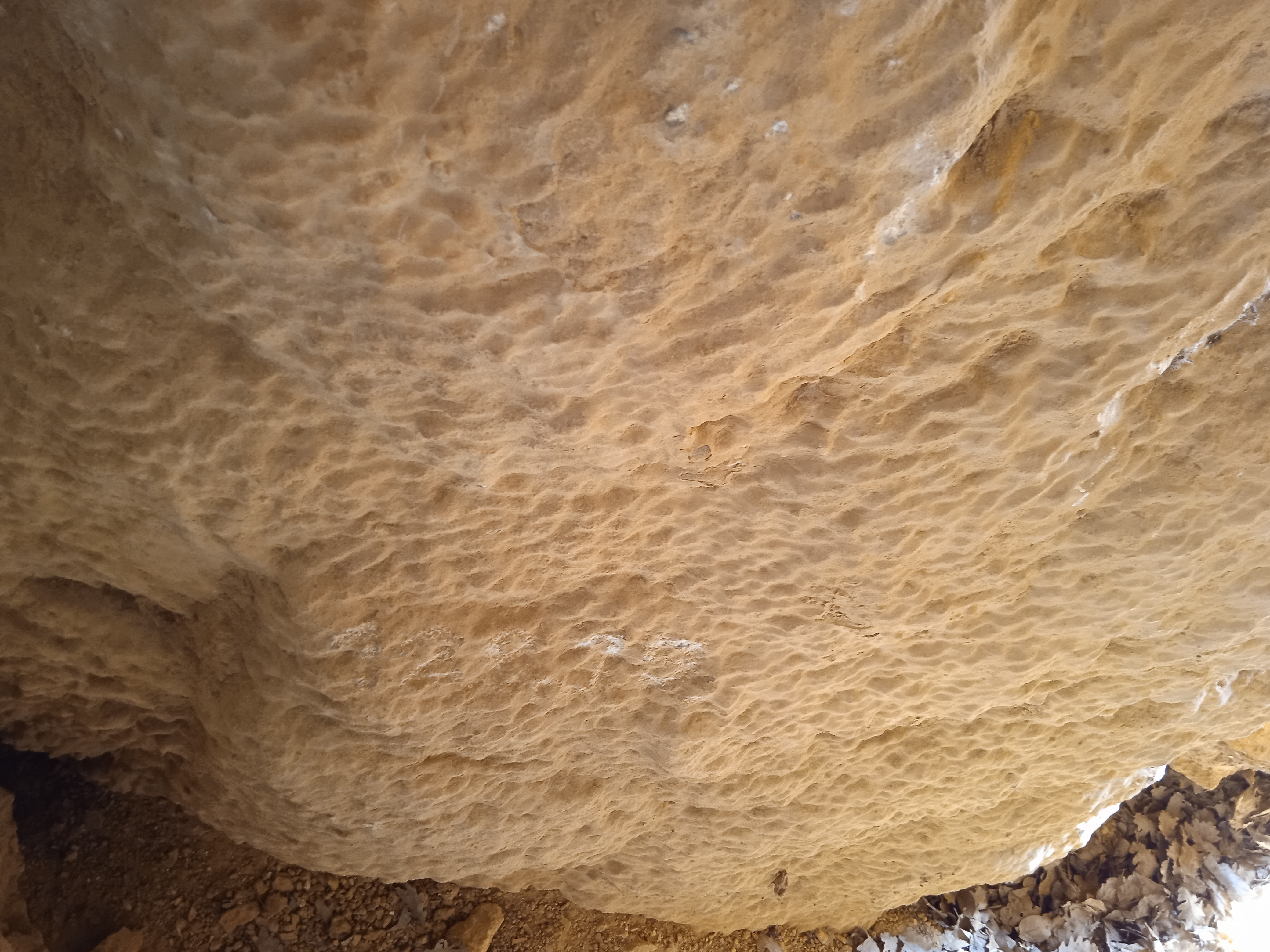
A Hamvas-barlang bejárat utáni egyik része (Hamvas-terem)

Kraus Sándor 1996-ban készült kézirata szerint Kraus Sándor 1996. december 15-én vizsgált meg egy olyan kőzetmintát (dolomit, mintaszám: DTU.2.), mely a Hamvas-barlangból 1995. december 13-án lett gyűjtve. A minta két darab, 5×7×10 cm-es kőzetdarabból áll. Nagyon tagolt felszínük vöröses árnyalatú barna színű. Belsejük erezetten sárga, 2–10 mm-es darabokra breccsásodott, kalcittal cementált dolomit. A mintadarabok külső 1–2 cm-es részéből a legtöbb dolomitszemcse kioldódott, csak a kitöltő kalcit maradt meg (boxwork-szerkezet). A vörösbarna agyag ezt színezi. Az egyik oldal fennőtt kalcit szkalenoéderek 2–6 mm-es csúcsaival díszített. Ennek a részletnek elkészült mikroszkópi vékonycsiszolata (CSI.299.). A csiszolatban jól látszik a dolomit breccsás töredezettsége, üregessége. Barna rétegek és kitöltések vannak szélein. Katódluminoszkópos vizsgálatnál alul sok, feljebb kevés, azonban szép csíkosan (zónásan) világító kristály látszik (ezek nagy kalcitok).
A kőzet töredezettsége a dolomitnál általános. A kitöltő kalcitok váltakozó oxidációs környezetben váltak ki (katódluminoszkópos vizsgálat alapján). Ez felszínről szivárgó és mélységi víz váltakozását jelentheti. Lassú oldóhatást tanúsítanak a mai felszín kipreparált kalcittelérei, ami a közeli bauxittelep határán szivárgó vízzel megfeleltethető. Emiatt (elvileg) bármekkora üreghálózat létrejöhetett a karbonátos kőzet és az agyagtelep (bauxit) határának közelében. A szivárgó víz leginkább önálló üregeket old, ezért a napjainkban ismert barlang hosszát nem biztos, hogy meg lehet növelni.
Kraus Sándor 1996. december 18-án vizsgálta meg a Hamvas-barlangból származó kőzetminta csiszolatát (dolomit, mintaszám: CSI.299.). Ennek eredménye: az átláthatatlan dolomitban lévő oldott üregek ki vannak töltve víztiszta kalcittal. Egyes foltokban látszik vasas elszíneződés is. A felső oldalon (?) vöröses agyag mosódott a felületre és a kisebb szemcsék közé. Ugyanitt a későbbi üledékben (sárgás) vasas színeződés foltjai figyelhetők meg. Kalcit borítja be az egészet, a dolomittörmelék közti üregeket is kitöltve. A töredezett kőzetben (foltokban oldódva) keletkeztek kis üregek. A külső felületre mosódott némi vörösagyag is. A kőzet egyes részeit szivárgó vizekből kiváló vasvegyületek színezték meg. Végül kalcitkristályok fedték be a felszínt és töltötték ki a legtöbb üreget. A kalcitot lerakó oldat váltakozva nagyon reduktív (világító rétegek) vagy oxidatív volt (sötét sávok).
Az Alba Regia Barlangkutató Csoport 1996. évi évkönyvében az olvasható, hogy 1996. június 1-jén és 2-án a csoport próbabontást végzett a barlangban. A bejárattal szemben, a hasadék végén lévő végponti szűkület alsó részét bontották meg a csoport tagjai. Ez beszűkült 70–80 cm mélységben. Ekkor, ettől a helytől visszafelé, a 2. számú kürtő alatt található, elágazó és kiszélesedő részt kezdték ásni. Nehezen haladt a bontás a nagy kövek között, emiatt félbehagyták ennek a helynek a bontását is. A Lapos-kürtőből kivették a beékelődött nagy követ és kb. 3 m-t másztak felfelé, ahol elérték azt a lapos kis termet, amely miatt a kürtő a Lapos-kürtő nevet kapta. A csoport megkérte Kraus Sándort (geológus barlangkutató), hogy vizsgálja át a területet ő is. Kraus Sándor eleget tett a kérésnek, 1995. december 13-án átnézte a Hamvas-barlangot. A barlangból származó kőzetminták csiszolatának vizsgálati eredményeit az alábbiakban foglalta össze:

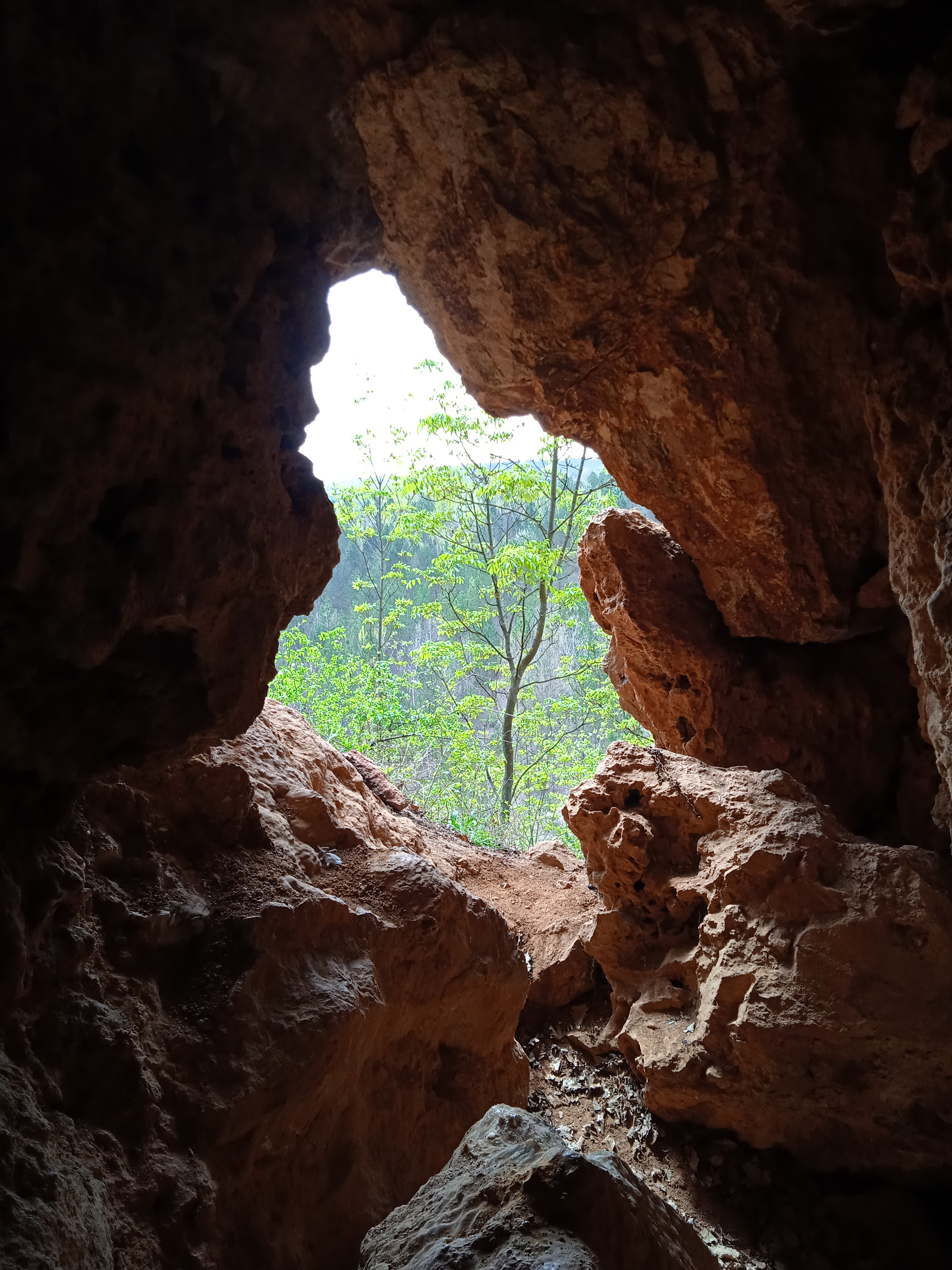
A Hamvas-barlang bejárat utáni része (Hamvas-terem)

Az átláthatatlan dolomitban lévő oldott üregek ki vannak töltve víztiszta kalcittal. Egyes foltokban látszik vasas elszíneződés is. A felső oldalon (?) vöröses agyag mosódott a felületre és a kisebb szemcsék közé. Ugyanitt a későbbi üledékben (sárgás) vasas színeződés foltjai figyelhetők meg. Kalcit borítja be az egészet, a dolomittörmelék közti üregeket is kitöltve. Katódluminoszkópos vizsgálatnál alul sok, feljebb kevés világító kristály látszik. A nagy kalcitok nagyon szép csíkosak (zónásak). A töredezett kőzetben (foltokban oldódva) keletkeztek kis üregek. A külső felületre mosódott némi vörösagyag is. A kőzet egyes részeit szivárgó vizekből kiváló vasvegyületek színezték meg. Végül kalcitkristályok fedték be a felszínt és töltötték ki a legtöbb üreget. A kalcitot lerakó oldat váltakozva nagyon reduktív (világító rétegek) vagy oxidatív volt (sötét sávok).
A barlangkutató csoport 1997. évről szóló jelentésében az olvasható, hogy 1997. október 3-án, 4-én és 5-én a csoport mért, bontott és túrákat vezetett a Gánti-barlangban, a Hamvas-barlangban és a Sasfészek-barlangban. 1997. október 11-én a csoport túranapot tartott. Ekkor a csoport a soponyai általános iskola 43 tanulójának és azok 3 kísérőjének, illetve a Székesfehérvári II. Rákóczi Ferenc Általános Iskola 22 tanulójának és azok 6 kísérőjének mutatta be a helyszínen a Hamvas-barlangot. A Fejér Megyei Hírlap 1998. május 29-i számában meg van említve, hogy az Alba Regia Barlangkutató Csoport 1998. június 6–7-én tartja hagyományos barlangász juniálisát. Az újságíró megkérdezte Szarka Gyulától (szervező), hogy milyen programok lesznek a két nap során. Szarka Gyula erre azt válaszolta, hogy tábornyitást követően, 6-án reggel 9 órától a tervek szerint folytatódik a Gánti-barlang és a Sasfészek-barlang bontása, illetve túrázási lehetőséget terveznek az arra vállalkozóknak a Gánti-barlangba, a Sasfészek-barlangba és a Hamvas-barlangba.
Kraus Sándor 2003. évi jelentésében szó van arról, hogy Kraus Sándor a Hamvas-barlangot (Gánt) 1995. december 13-án Németh Tibor által vezetve tekintette meg. A barlangnak embernyi hasadékbejárata van, mely egy 2×5 m hosszú és 4–5 m magas teremben folytatódik. A terem Ny-i fala és mennyezete cseppköves. Ezeknek a cseppköveknek a búbjai és a gombócok teteje szürkésfehér, hamvas és állítólag fluoreszkál. Jelenleg szárazak. A továbbhaladó hasadék nagyon oldott, tagolt, néhány helyen pedig belógnak fentről gyökérpamacsok. Egy kecske (?) gerince és két fekete lábvége van behordva az üregbe. A falakat valószínűleg a befolyó, szivárgó víz oldotta (oldja). A K-i oldalon foltokban vannak borsókövek. A bejárati terem Ny-i oldalán boxwork-szerkezet látszik, ami sárga, dolomitmurvát kitöltő kalcit. Minden bizonnyal a vízzáró agyag (bauxit) szélén fekvő víznyelők egyike a barlang. A barlangban sok a leomlott kőtömb, de egyébként stabilak járatai. Minden vörös, helyenként barna (limonit?) foltok is vannak. (Minta: DTU.2., CSI.299.)
A Természet Világa 2005. februári számából megtudható, hogy a bányászat tárta fel a Gém-hegy oldalában lévő Hamvas-barlangot. A barlang nevét a falait púderszerűen borító hidromagnezit miatt kapta. A Duna–Ipoly Nemzeti Park Igazgatóság működési területén, a Vértes hegységben elhelyezkedő és 4521/20 kataszteri számú Hamvas-barlang, 2006. február 28-tól, a környezetvédelmi és vízügyi miniszter 8/2006. KvVM utasítása szerint, megkülönböztetett védelmet igénylő barlang.
Az Alba Regia Barlangkutató Csoport 2006–2007. évi évkönyvében az van írva, hogy 2006. április 1-jén az elhagyott bányához érve a csoport tagjai ÉNy felől közelítették meg gyalogolva a Hamvas-barlangot. Molnár Gyula és Molnár Dávid másztak fel a barlanghoz GPS koordináták és hőmérséklet mérése miatt. A barlangbejárat pozíciójának meghatározásánál a GPS műszer csak két műholdat talált, emiatt a bejárattól távolabb, kb. 10 m-re meg lett ismételve a mérés (ott már három műhold alapján). A bejárat GPS koordinátái két műhold esetén: N 47°23'17,2", E 18°23'35,6", tszf. magasság 255 m. (Hiba: 15,8 m.) A bejárat GPS koordinátái a bejárattól 10 m-re mérve (három műhold esetén): N 47°23'17,3", E 18°23'35,3", tszf. magasság 266 m. (Hiba: 12 m.) A barlang előterében a felszíni hőmérséklet 11 órakor +15,1 °C.
2007. április 28-án Lakatos János, Molnár Gyula, Németh Tibor és Zentai Ferenc a Hamvas-barlangban lévő Vörös-folyosó elején huzatot éreztek. A levegő a nagy kövekből álló laza hasadékkitöltésből, alulról tört elő. A levegő (megmérve) 0,8 m/s sebességgel mozgott. A bal oldali (nyugati) ágba is jutott belőle kb. 0,2–0,35 m/s-nyi. A bejárati terem 15,8 °C hőmérsékletű, a relatív páratartalom pedig 41 % (digitális pára- és hőmérővel mérve). A barlangban, a bejárat közelében elhelyezett műszer délutánra 11,5 °C-ot és 74 % relatív páratartalmat mutatott a Vörös-folyosó elején. 2007. május 13-án Lakatos János és Molnár Gyula végezte el a szükséges méréseket a törékeny műszerekkel nem egyszerűen megközelíthető barlangban. Ekkor a Bejárati-terem hőmérséklete 13,1 °C, relatív páratartalma pedig 88 % volt. A Vörös-folyosóban a levegő 0,6 m/s sebességgel áramlott kifelé. A két mérőszemély a műszerek beállásáig körbejárta a barlangot. Megállapították, hogy a bal oldali (északnyugati) ágban (két kis kő leverése után) be lehet jutni egy kb. 3 m magasságig látszó, felfelé tartó terembe.
2007. június 9–10-én Molnár Gyula és Zentai Ferenc által a Hamvas-barlangnál mért adatok: 9-én 11 órától 11 óra 30 percig a légnyomás 744 Hgmm, a barlangi levegő relatív páratartalma pedig 54 %. Hőmérsékletmérés a bejáratnál: 20,9 °C (puffervízben), 20,5 °C (levegőben). Kifelé tartó légmozgás: 0,4 m/s (felső mérőhely), 0,3–0,4 m/s (alsó mérőhely). 10-én 7 órától 7 óra 30 percig a bejáratnál a barlangi levegő relatív páratartalma 81 %. Hőmérsékletmérés a bejáratnál: 17,2 °C (puffervízben), 16,5 °C (levegőben). Kifelé tartó légmozgás: 0,3 m/s (felső mérőhely). A levegő szén-dioxid tartalma (10 szívásból számítva) 0,03 %.
A csoport megállapította, ha a bányakatlan levegőjének hőmérséklete magasabb, mint a Gánti külfejtés 5. sz. barlangjának hőmérséklete, akkor a Gánti külfejtés 5. sz. barlangjából kifelé áramlik a levegő. Ennek intenzitása arányos a hőmérséklet-különbséggel. Ekkor a Gánti külfejtés 5. sz. barlangjának levegőjében megjelenik nyomokban a szén-dioxid, de a Vaskobak-barlang levegőjében magas, életveszélyes értéket érhet el. Ekkor megindul a Hamvas-barlangból is a kifelé áramló huzat. Ha megközelíti a környezet levegőjének hőmérséklete a Gánti külfejtés 5. sz. barlangja levegőjének hőmérsékletét, akkor leáll a légmozgás. A Vaskobak-barlangban is áll a levegő és megmarad a magas szén-dioxid szint is (a barlangban továbbra is fennáll az életveszély). A Hamvas-barlangban sem észlelhető légmozgás. Ha a környezet levegőjének hőmérséklete sokkal alacsonyabbra süllyed, mint a Vaskobak-barlang és a Hamvas-barlang levegőjének hőmérséklete, akkor a Gánti külfejtés 5. sz. barlangjába betör a levegő és gyenge befelé áramlás kezdődik. A Vaskobak-barlang levegője kitisztul, csak nyomokban mutatkozik benne szén-dioxid, a Hamvas-barlangban pedig nem történik változás.
A csoport célszerűnek látja a Hamvas-barlang további kutatását. A csoporttagok fontosnak tartják a Gánti külfejtés 5. sz. barlangjában, a Vaskobak-barlangban, a Hamvas-barlangban és a környezetükben mért levegő-hőmérséklet és levegő-páratartalom napi (és szezonális) menetének rögzítését, de a légáramlások, szén-dioxid tartalom eseti mérését is. A kéziratban van három olyan, színes fénykép, amelyek szemléltetik a barlangot. Az első fényképen a Hamvas-barlang bejáratának megközelítése, a második fényképen a barlang bejárata, a harmadik fényképen pedig a barlang bejárati terme látszik. A fényképeket Zentai Ferenc készítette.
Az Alba Regia Barlangkutató Csoport gánti kutatókollektívájának 2008–2009. évi évkönyvében az van írva, hogy az évkönyvben ismertetve van a kollektíva által kutatott 4521-es barlangkataszteri terület már ismert barlangjaiban (pl. a Hamvas-barlangban) 2008–2009-ben végzett feltáró kutatás és állagmegóvás. 2008. április 20-án Lakatos János, Molnár Gyula, Németh Tibor és Zentai Ferenc összekötötték Molnár Gyula és Németh Tibor névnapjának ünneplését a Hamvas-barlang bontásával. A bejárati terem járatmegosztó omladékának aljáról köveket és kb. 50 vödörnyi port távolítottak el, de nem feledkeztek meg Gyula és Tibor névnapjának ünnepléséről sem. 2008. május 30-án, délután a csoport tagjai a barlangban, a huzatos részen elhelyeztek egy Dataloggert. A műszer 500×5 percenkénti mérésre volt beprogramozva (egy és háromnegyed nap). A telepítés helyén 0,6 m/s légáramlást mértek 13,2 °C léghőmérséklet mellett. A regisztrálót Lakatos János és neje, Zsuzsa hozták ki június 1-jén 11 óra 30 perckor.
2008. augusztus 22-én Lakatos János, Molnár Gyula és Zentai Ferenc azért mentek a Hamvas-barlanghoz, hogy bontsanak a barlang bejárati részében. A főhasadék aljának kitöltése a tonnás súlyú kőtömbök alatt laza, porló lösz. Továbbra is észleltek légmozgást, de annak útvonalát nem tudták megállapítani. 11 órakor a hőmérséklet 15,9 °C volt. Rendbetették a barlanghoz felvezető ösvényt, de az továbbra sem biztonságos lefelé haladva. 2009. augusztus 8-án a Zentai család meglátogatta a barlangot. A kéziratba bekerült egy olyan, színes fénykép, amely szemlélteti a barlangot. A fényképen a Hamvas-barlangot rongálók tevékenységének nyoma van bemutatva. A fényképet Molnár Gyula készítette.
2008-ban Futó János készítette el a barlang 50 fényképből álló fénykép-dokumentációját. A 2009. évi Karszt és Barlangban szó van arról, hogy 2009. július 12-én, a Magyar Karszt- és Barlangkutató Társulat tanulmányútján, a Hosszúharaszt-vető karsztbarlangjainak megtekintésekor először a Hamvas-barlangot látogatták meg a tanulmányút résztvevői. Az üregben kedvükre kúszhattak, mászhattak az érdeklődők. 2010-ben az Alba Regia Barlangkutató Csoport nem dolgozott a barlangban, mert csak 2010. június végén kapta kézhez a csoport a Hamvas-barlang kutatásához szükséges engedélyt. A barlangban 2011-ben és 2012-ben egyszer sem észlelt denevért a Gerecse Barlangkutató és Természetvédő Egyesület.
A Duna–Ipoly Nemzeti Park Igazgatóság működési területén lévő és 4521-20 kataszteri számú Hamvas-barlang, 2012. február 25-től, a vidékfejlesztési miniszter 4/2012. (II. 24.) VM utasítása szerint, megkülönböztetetten védett barlang. Az Alba Regia Barlangkutató Csoport által 2015-ben írt kutatási zárójelentésben meg van említve, hogy a csoportnak volt a Duna–Ipoly Nemzeti Park Igazgatóság illetékességi területén, a Csákvár 0198 helyrajzi számú ingatlanon nyíló Hamvas-barlang (4521-20) kutatásához szükséges engedélye (Üsz.: 12645/2010, ill. iktatószám: 50975/10), de 2015. július 31-én lejárt annak érvényessége, emiatt a csoport zárójelentést küld a barlang kutatásáról. A barlangban a csoport az engedélyezett időszakban nem végzett kutatómunkát. A barlangot később sem szeretné kutatni a csoport.
A Polacsek Zsolt és Ba Julianna által írt, 2017. évi jelentésben az olvasható, hogy a Csákvár külterületén lévő Hamvas-barlangot valószínűleg régóta ismerik. Meg lehet találni a barlangot a kéziratban lévő térképvázlat használatával, de néhány távoli helyről (szemből) is észrevehető a barlangbejárat. A bányagödör mélyítésekor tárult fel az üreg. Az Alba Regia Barlangkutató Csoport által már az 1990-es években felmért barlang majdnem a felső bányaperemen, a vetőbreccsa sziklafal egyik meggyengült, eltört része mögött, triász dolomitban húzódik. A kb. 50 m hosszú barlang a kissé É felé dőlő vetőbreccsa sziklafal mögött, a vetőbreccsa által védve jött létre. Mivel ez a breccsazóna védi a barlangot a beszivárgó vizektől is, ezért az üreg aljzata porszáraz. Nem lehet biztosan tudni, hogy milyen módon alakult ki a barlang. A breccsaréteg mögött keletkezett, egyértelmű oldott formákat mutató üreg mai formájának kialakulásában kétségkívül közrejátszott a kifagyás is. Nem ismert, hogy a barlangot milyen (fel- vagy leszálló) vizek oldották ki.
A barlang bejárati üregét régen díszítő cseppköveket napjainkra elpusztították. Ezek voltak a Vértes hegység legnagyobb cseppkövei. Az utóbbi években többször is járt a barlangban Polacsek Zsolt. Ezeken a barlanglátogatásokon 1–5 kis patkósdenevért figyelt meg a barlangban. A barlang másodszor 2014-ben lett felmérve. (Az üreg első felmérése 1993-ban történt.) A bejárati üregtől balra indulva be lehet járni a falról leoldódott kőzettömbök között a feltöltődött barlangot. Néhány helyen erős huzatot lehet érezni, ami minden bizonnyal a breccsazónán át jut az üregbe, ahol körhuzatot képez. Korábban valószínűleg a legszebb barlang volt a Vértes hegységben, de jelenleg egy méltatlanul elfeledett romos odú. Némi kúszás-mászással, barlangjáró alapfelszereléssel bejárható. A kéziratba bekerült egy olyan, színes fénykép (65. ábra), amelyen a barlang bejárati része látszik. A fényképet Polacsek Zsolt készítette.